# Омаж

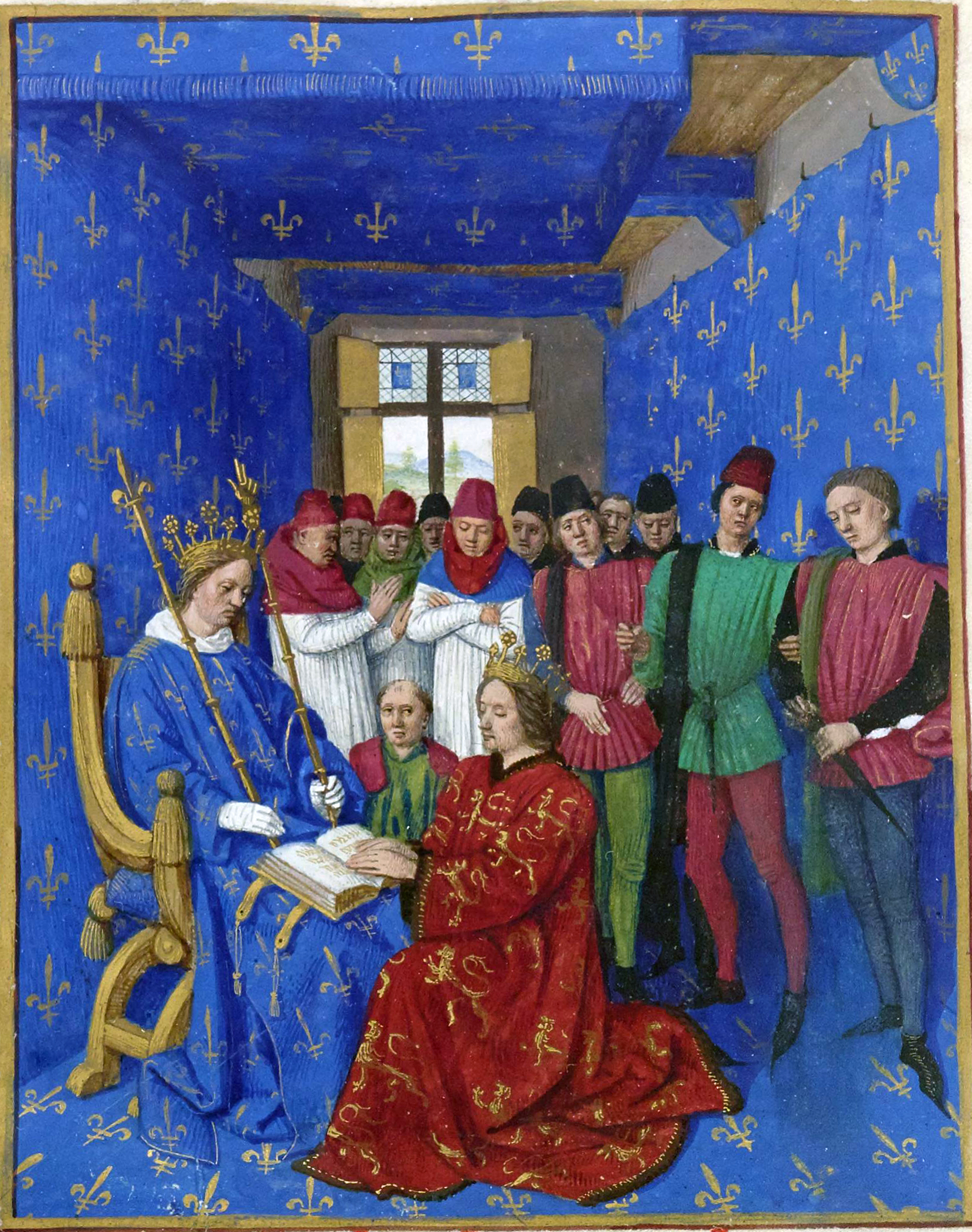
Англійський король Едуард І складає омаж Філіппу Вродливому, королю Франції. Жан Фуке, Великі французькі хроніки, 1455—1460

Ома́ж (фр. hommage, від фр. homme — людина; іноді лат. commendatio — передання (себе)) — у Західній Європі доби Середньовіччя, акт укладення угоди, а іноді й сама угода, що супроводжувалась відповідним символічним церемоніалом. Відносини, що виходили зі складання омажу не обов'язково були васально-сеньйоріальними, але омаж практично завжди складався лише особисто вільною особою. Особа, що складала омаж, ставала «людиною» свого сеньйора, звідки й походить французька назва цього акту.

## Характеристика та форми омажу
Омаж мав характер публічно-правового акту. Форми складання омажу відрізнялись  залежно від відносин, що ним закріплювались. Складаючи омаж васал зобов'язувався служити сеньйорові «порадою та зброєю», визнавав свою залежність від нього і добровільність цієї залежності. У свою чергу сеньйор зобов'язувався заступатись за свого васала та опіклуватись ним. Зобов'язання, що встановлювались складанням омажу були двосторонніми та взаємними. Це виражалось у класичному жесті протягнутих складених рук, що вкладались у руки сеньйора. Іноді жест протягнутих рук замінювався або супроводжувався обійманням васала сеньйором: такий жест мав символізувати прийняття васала до своєї родини (лат. familia) і одночасно пом'якшити утвердження нерівності під час встановлення васальних відносин. Поступово з розвитком лицарських відносин класичний військовий омаж відчуває на собі дедалі більший їх вплив. У церемонії складання омажу з'являються нові елементи, що мають підкреслити лицарське братерство. Окрім класичного лицарського омажу існували й інші його форми. Серед них так званий hommage servile, основою якого був фактор підпорядкованості своєму сеньйорові, витісняючи фактор служби у другий ряд. Тим самим він нагадував комендацію раннього середньовіччя. Формою свого укладення він нагадував класичний омаж. Але починаючи з кінця XI століття розвивається форма омажу, що складається homo de corpore. Специфікою такого омажу є те, що він складався не у сфері військової служби. Особа, що його складала ставала homo de corpore. Такий омаж складали представники різних соціальних верств: особисто залежні селяни, що переходили через його посередництво із жорстких форм залежності у залежність, що встановлювалась добровільно, підвищуючи свій соціальний статус і навпаки — селяни, що були особисто вільні мали складати таку форму омажу втрачаючи частину свого статусу. Часто ця форма омажу супроводжувала вступ на різноманітні посади. Наприклад, homo de corpore ставали мери містечок, що складали цей омаж і отримували довіру сеньйора цих містечок. Часто складання омажу у таких випадках супроводжувалось вкладенням лише однієї руки у руку сеньйора або рукостисканням.
Відносини, що встановлювались зі складанням омажу мали не спадковий характер.

### Тісний омаж
З розвитком феодальних відносин та субінфеодалізацією дедалі частіше васали складали омаж різним сеньйорам за різні феоди. Це призводило до неясності стосовно того, кому саме зі своїх сеньйорів мав служити васал. Щоб вирішити це питання з XI століття розповсюджується поняття ієрархії омажів. Встановлюється, що васал зобов'язаний вірності в першу чергу тому своєму сеньйорові, якому він зобов'язаний володінням найголовнішим (або найпершим) своїм феодом. Разом з тим королівська влада, наприклад, у Франції або Єрусалимському королівстві, вимагає, щоб усі барони складали тісний омаж саме королю. Тісний омаж міг складатися й у простій усній формі, але пізніше він став практично нічим не відрізнятись від звичайного омажу за формою.

## Церемонія складання омажу
Церемонія омажу у більшості випадків складалася з таких частин:
- Auxilum manuum: васал вкладав свої складені руки у руки сеньйора, що мало символізувати взаємність їх відносин і давав клятву вірності — фуа, що приносилась на священних реліквіях або Євангелії;
- Osculum: у знак взаємної лояльності та рівності сеньйор та васал обмінювались поцілунками;
- Інвеститура, під час якої сеньйор передавав предмет, що мав символізувати лен, який отримував васал. Вона з'являється прибл. в ХІ столітті.

Але крім такої стандартної церемонії існували й інші, залежно від форми омажу. Омаж міг складатися і без вкладених або складених рук, супроводжуватись обіймами або іншими символічними діями. Церемонії, що супроводжували омаж мали символізувати його функцію і, отже, мали підкреслювати той чи інший аспект укладеного договору.

## Виноски
1. ↑  С. Б. Кулаева: Форми средневекового оммажа. М., 1997
2. ↑  Petot P.: L'Hommage servile: essai sur la nature juridique de l'hommage//Revue historique de droit franqais, 1927
3. ↑  С. Б. Кулаева: Op. cit.